# El Tepetate, Veracruz
El Tepetate är en ort i Mexiko.   Den ligger i kommunen Ixhuatlán de Madero och delstaten Veracruz, i den sydöstra delen av landet, 180 km nordost om huvudstaden Mexico City. El Tepetate ligger 198 meter över havet och antalet invånare är 529.
Terrängen runt El Tepetate är kuperad åt sydväst, men åt nordost är den platt. Runt El Tepetate är det ganska tätbefolkat, med 52 invånare per kvadratkilometer. Närmaste större samhälle är La Ceiba, 19,2 km norr om El Tepetate. Omgivningarna runt El Tepetate är en mosaik av jordbruksmark och naturlig växtlighet.